# Casa dei Canarini
Casa dei Canarini (anche palazzo dei Canarini)  è un palazzo storico di Schio, ubicato in via Mazzini, nel centro storico scledense.

## Storia
La casa dei Canarini di Schio ha sicuramente origini antiche, ma le informazioni relative ad essa sono frammentarie e spesso riportate come consuetudini non sempre suffragate da documenti a noi pervenuti.
Secondo tradizione infatti il palazzo fu un edificio utilizzato a scopo militare, sede della Milizia di Pe' di Monte, un contingente veneziano destinato a difendere i confini tra la Serenissima ed il Tirolo. 
La documentazione ad oggi disponibile conferisce invece all'edificio una funzione esclusivamente civile: il palazzo venne costruito nel XV secolo come proprietà della nobile famiglia Bottari, che ne conservò la proprietà fino tutto il XVIII secolo.
Gli antichi affreschi, verosimilmente eseguiti nel primo Cinquecento, raffiguranti due soldati vestiti di giallo, hanno con ogni probabilità conferito al palazzo il nome con il quale ancora oggi viene identificato, ed avvalorarono l'ipotesi che si trattasse appunto di un'antica caserma. Sembra più probabile invece che gli affreschi fossero stati commissionati dai proprietari dell'edificio che vantavano una lunga tradizione come uomini d'armi, come semplice apparato decorativo per la loro dimora.
Dagli inizi dell'Ottocento il palazzo subì dei cambi di proprietà: passò alla famiglia Covallero, poi a Pietro Gianesini, quindi, nel 1879, al pittore scledense Valentino Pupin, il quale commissionò dei radicali lavori di restauro e ristrutturazione dell'edificio, che venne tra l'altro elevato di un piano, assumendo così le forme che ancora oggi conserva. Risalgono a questo periodo le raffinate decorazioni pittoriche dipinte in facciata in aggiunta alle immagini cinquecentesche, probabilmente ad opera dello stesso Pupin.
Risale agli anni venti l'apertura di una porta sestoacuta al pianterreno. L'edificio andò successivamente incontro ad incuria, con generale compromissione degli affreschi in facciata, compresi i due soldati cinquecenteschi.
Nel 1979 un intervento di restauro poco rispettoso provocò la totale rimozione dell'intonaco originale, con conseguente distruzione delle scene affrescate. A partire dal 2005 i vari proprietari dell'edificio hanno dato il via ad un'operazione di indagine storica delle antiche decorazioni, culminato con il rifacimento delle stesse secondo il modello antico, avvenuto nel 2012; il palazzo quindi ha assunto nuovamente l'aspetto originale.

## Descrizione
La casa dei Canarini presenta un'ordinata facciata neogotica, frutto dei consistenti interventi eseguiti a fine Ottocento sull'edificio di impianto antico.
La fascia al pianterreno presenta sulla parte sinistra un portico ad arco ribassato, che dà accesso all'area scoperta retrostante l'edificio; una porta sestoacuta aperta negli anni venti sul lato destro, una trifora centinata ad arco nella parte centrale, una delle aperture è però cieca.
Il piano nobile dell'edificio è caratterizzato dalla presenza di una trifora centrale dotata di poggiolo che, sfruttando la vicinanza di altre due aperture ai lati, simula l'effetto di una pentafora ogivale. Il piano superiore presenta le varie aperture sestoacute in asse con quelle sottostanti, mentre il sottotetto è dotato di finestrelle ovali.
Il complesso apparato pittorico della facciata, rifatto nel 2012 su modello di quello antico, presenta delle finte bugne a punte di diamante nella fascia al pian terreno, delle fasce monocrome decorate con motivi floreali stilizzati, grifoni e putti su fondo ocra che dividono i vari piani della costruzione e decorano la fascia del sottotetto. Due riquadri ai lati della pentafora del piano nobile sono dipinti con i soldati già presenti nella decorazione cinquecentesca: se gli affreschi originali erano colorati, quelli riprodotti nel recente restauro sono però delle immagini monocrome.
La facciata posteriore del palazzo è caratterizzata invece dalla presenza di una scala a chiocciola in pietra che permette l'accesso ai piani superiori e si evidenzia all'esterno dell'edificio come un corpo cilindrico sporgente.